# إيفان كروفورد
إيفان كروفورد (بالإنجليزية: Evan Crawford)‏ هو لاعب كرة قاعدة أمريكي، ولد في 2 سبتمبر 1986 في براتفيل في الولايات المتحدة.

## وصلات خارجية
- إيفان كروفورد على موقع دوري كرة القاعدة الرئيسي (الإنجليزية)
- إيفان كروفورد على موقعبيزبول رفرنس.كوم (الدوري الرئيسي) (الإنجليزية)
- إيفان كروفورد على موقعبيزبول رفرنس.كوم (الدوري الثانوي) (الإنجليزية)
- إيفان كروفورد على موقع إي إس بي إن.كوم (أم.أل.بي) (الإنجليزية)
- إيفان كروفورد على موقع مشجعي الرسوم البيانية (الإنجليزية)